# Bundesverband der Werbemittel-Berater und -Großhändler

Logo des bwg

Der Bundesverband der Werbemittel-Berater und -Großhändler e.V. (bwg) ist der nationale Spitzenverband der Werbeartikelbranche und bündelt die unternehmerischen Interessen seiner Mitglieder. Diese handeln mit Werbeartikeln und beraten die werbetreibende Wirtschaft im effektiven Einsatz von Werbeartikeln.
Zu den Dienstleistungselementen der im bwg organisierten Werbeartikelhändler und -Berater zählt insbesondere die qualifizierte Betreuung der Kunden, von der Konzeption über die Durchführung bis hin zur Wirkungs- und Erfolgskontrolle von Werbeartikeln.
Der Verband bietet alljährlich branchenspezifische Fort- und Weiterbildungsmaßnahmen an und ist auch Ausrichter der „TREND“, einer jährlich stattfindenden Fach-Messe und Tagung, die exklusiv für den Mitgliederkreis sowie geladene Interessenten offensteht.
Neben den verbandsinternen Aufgaben ist der Verband auch Ansprechpartner für die Politik und andere gesellschaftliche Gruppen. Zudem arbeitet der bwg in weiteren Verbänden wie GWW und dem Bundesverband des deutschen Groß- und Außenhandels (BGA) maßgeblich an der Durchsetzung der Belange seiner Mitglieder in Politik und Wirtschaft und wird in der öffentlichen Liste des Deutschen Bundestages über die Registrierung von Verbänden und deren Vertretern aufgeführt.

## Vorstand und Sitz
Der Vorstand setzt sich aus fünf Personen zusammen. Aktueller Vorstandsvorsitzender ist Joachim Schulz, der u. a. auch für die Presse- und Öffentlichkeitsarbeit zuständig ist.
Die Geschäftsstelle des Vereins befindet sich in Neuss, wo der Verein auch in das Vereinsregister eingetragen ist.